# Clatteringshaws Loch
Clatteringshaws Loch est un lac de barrage dans le district de Dumfries and Galloway dans le sud de l'Écosse. Il a été créé par l'endiguement de la rivière Dee dans le cadre de la Galloway Hydro Electric Scheme.
La Forestry Commission maintient un centre d'accueil des visiteurs sur les bords du loch pour accueillir les visiteurs à Parc forestier de Galloway.